# Hongwon
Hongwon (Hán Việt: Hồng Nguyên) là một huyện của tỉnh Hamgyong Nam tại Cộng hòa Dân chủ Nhân dân Triều Tiên. Huyện nằm giữa biển Nhật Bản ở phía nam, và dãy núi Hamgyong ở phía bắc.
Phần phía tây bắc của Hongwon chủ yếu là đồi núi với đỉnh cao nhất là Palbong. Các dóng nước chính trên địa bàn là Tongdaechon (동대천) và Sodaechon (서대천). Khu vực ven biển có địa hình thấp hơn. Nhiệt độ thay đổi từ khu vực ven biển đến các vùng núi cao. Các ngọn núi đã góp phần điều hòa khí hậu cho huyện.
Kinh tế địa phương phụ thuộc vào nông nghiệp với các loại cây trồng chủ yếu như lúa gạo, đỗ tương, kê, yến mạch và khoai tây. Bên cạnh đó, ngành thủy sản cũng phát triển ở vùng ven biển. Huyện có một trưc lượng thấp các tài nguyên vàng, bạc, đá vôi, hoàng thạch và graphit. Ga Hongwon nằm trên tuyến đường sắt Hamgyong (nay là tuyến Pyongra).
Năm 2008, dân số toàn Huyện Hongwon là 142.910 người (67.216 nam và 75.694 nữ), trong đó, dân cư đô thị là 71.763 người (50,2%) còn dân cư nông thôn là 71.147 người (49,8%).